# Görög férfi kézilabda-válogatott
A görög férfi kézilabda-válogatott Görögország nemzeti csapata, melyet a Görög Kézilabda-szövetség (görögül, latin átírásban: Omoszpondia Heiroszfairiszeosz Elladosz) irányít.
Az Athénban rendezett 2004-es nyári olimpiai játékok házigazdájaként automatikus résztvevője volt a tornának és a 6. helyet szerezte meg. Ennek köszönhetően kiharcolta a részvételt a 2005-ös tunéziai világbajnokságra, ahol ugyancsak a 6. helyen végzett.

## Eredmények nemzetközi tornákon

### Nyári olimpiai játékok
- 6. hely: 2004

### Világbajnokság
- 6. hely: 2005

## Külső hivatkozások
- Profil a national-handball-teams.com honlapján.